# أورفيل إميل بلوخ
أورفيل إميل بلوخ (بالإنجليزية: Orville Emil Bloch)‏ هو عسكري أمريكي، ولد في 10 فبراير 1915 في Big Falls, Waupaca County, Wisconsin ‏ في الولايات المتحدة، وتوفي في 28 مايو 1983.